# Swammerdamia cerasiella
Swammerdamia cerasiella is een vlinder uit de familie van de stippelmotten (Yponomeutidae). De wetenschappelijke naam van de soort werd in 1816 gepubliceerd door Jacob Hübner.